# Penetralia
Penetralia es el álbum debut de la banda de Death Metal Hypocrisy lanzado en 1992. La portada del disco fue creada por Dan Seagrave, quien también ha creado portadas para Pestilence, Morbid Angel, Suffocation, entre otros. Penetralia es considerado un clásico de la banda, ya que el uso de sintetizadores, teclados y guitarra acústica en algunas canciones (predominantemente en la canción Penetralia y casi al final de Left to Rot) creaba un sonido más oscuro y tétrico.
A pesar de que Masse Broberg era el vocalista de la banda, Peter Tägtgren fue quien cantó el último tema, Penetralia. El álbum fue lanzado sin un booklet con letras ya que Peter Tägtgren no se sentía satisfecho con las letras creadas por Masse Broberg, cosa que se repetiría para su siguiente álbum, Osculum Obscenum.
Penetralia fue remasterizado y relanzado por la discográfica Metal Mind Productions el 12 de mayo de 2008 con 2 canciones extra. Nuclear Blast remasterizó y relanzó Penetralia junto con Osculum Obscenum en una edición limitada de 2 discos el 12 de julio de 2013.
La canción God is a... se llamaba originalmente God is a Lie, pero el nombre fue cambiado para evitar controversias.

## Lista de canciones
Todas las letras creadas por Masse Broberg.
| N.º | Título                | Duración |  |
| 1.  | «Impotent God»        | 03:49    |  |
| 2.  | «Suffering Souls»     | 03:27    |  |
| 3.  | «Nightmare»           | 04:29    |  |
| 4.  | «Jesus Fall»          | 03:28    |  |
| 5.  | «God is a...»         | 02:59    |  |
| 6.  | «Left to Rot»         | 03:34    |  |
| 7.  | «Burn by the Cross»   | 04:47    |  |
| 8.  | «To Escape is to Die» | 03:54    |  |
| 9.  | «Take the Throne»     | 05:21    |  |
| 10. | «Penetralia»          | 06:34    |  |

## Pistas adicionales
| N.º | Título                                      | Duración |  |
| 1.  | «Life of Filth (reedición 2008)»            | 03:56    |  |
| 2.  | «Lead by Satanism (reedición 2008)»         | 05:16    |  |
| 3.  | «Left to Rot (en directo) (reedición 2013)» | 03:10    |  |
| 4.  | «God is a... (en directo) (reedición 2013)» | 03:00    |  |

## Miembros
- Masse Broberg - Voz (temas 1-9)
- Peter Tägtgren - Guitarra, Voz (tema 10), Teclados (tema 10), Batería (temas 1-3, 5-8)
- Mikael Hedlund - Bajo
- Jonas Österberg - Guitarra
- Lars Szöke - Batería (temas 4, 9, 10)